# Nephochaetopteryx panamensis
Nephochaetopteryx panamensis är en tvåvingeart som beskrevs av Hime 1985. Nephochaetopteryx panamensis ingår i släktet Nephochaetopteryx och familjen köttflugor.
Artens utbredningsområde är Panama. Inga underarter finns listade i Catalogue of Life.